# Битка у Бизмарковом мору
Битка у Бизмарковом мору у Другом светском рату вођена је од 2. до 4. марта 1943. У њој су савезнички авиони потопили 12 јапанских ратних бродова, спречивши их да допреме појачања на Нову Гвинеју. Током битке погинуло је око 4.000 Јапанаца.

## Позадина
Бизмарков архипелаг је група острва у западном делу Тихог океана. Сачињавају га острва Нова Британија, Нова Ирска, Лавонгај и много мањих, међу којима су и Адмиралитетска острва. Вилканског су порекла, обрасла тропском прашумом све до мора. Главне луке су Рабаул, Кавијенг и Лоренгау. Острва су била под немачким протекторатом од 1884. до почетка Првог светског рата, када су их окупирале аустралијске трупе, што је потврђено Версајским споразумом. У својој офанзиви на Пацифику у јануару 1942, Јапанци су заузели Рабаул на Новој Британији и Кавијенг на Новој Ирској, одакле су усмерили операције ка Соломоновим острвима и Новој Гвинеји.
Крајем 1943. Савезници су предузели операцију чишћења Бизмарковог архипелага: након заузимања јапанских лука Буне, Лае и Саламауе на Новој Гвинеји, савезничка офанзива усмерена је на заузимање западног дела Нове Британије, одакле је јапанска авијација угрожавала важне пролазе Демпјер и Витјез, који из Бизмарковог мора воде у Соломоново море. Јапанци су покушали да одрже своје ваздухопловне базе на Новој Гвинеји и Новој Британији по сваку цену, па су почетком 1943. упутили из Рабаула два конвоја са појачањима: први је успео да се пробије до луке Лае (у јануару 1943), а други је, почетком марта, уништен у Бизмарковом мору.

## Битка
Почетком марта 1943. јапанска армија из Рабаула упутила је конвој са појачањима на Нову Гвинеју: 8 транспортних бродова у пратњи 8 разарача. Конвој су у Бизмарковом мору напали и уништили англо-америчка авијација и торпедни чамци - делом у Бизмарковом мору, а делом источно од Саламауе. Јапанци су изгубили 4 разарача, 8 транспортних бродова и 30 авиона.